# Палійка (фільм, 2022)
«Палійка» (англ. Firestarter) — художній фільм американського режисера Кейт Томас, екранізація роману «Та, що породжує вогонь» Стівена Кінга. Головну роль у картині грає Раян Кіра Армстронг.

## Сюжет
У флешбеку, немовля Шарлін Макґі (Чарлі), лежачи у колисковій, підпалює дитячу кімнату своєю силою пірокінезу. Це викликає паніку в її батька Ендрю Макґі. У наступному флешбеку, молодий Ендрю та його дівчина Вікторія Томлінсон записуються на клінічне випробування експериментального препарату «Лот-6». Препарат наділяє піддослідних надприродними силами: Ендрю отримує здатність до телепатії, а Вікторія — до телекінезу.
У сучасності, Чарлі сняться кошмари. Їй стає все важче стримувати свою силу. Чарлі йде до школи. Батьки забороняють їй користуватися телефоном та інтернетом. Інші діти цькують Чарлі. Розлючена Чарлі втрачає контроль і спричиняє вибух у шкільному туалеті.
Капітан Джейн Голлістер, очільниця відділу наукової розвідки, вивчає тепловізійні знімки вибуху спричиненого пірокінезом Чарлі. Вона відвідує доктора Джозефа Вонлесса, який створив «Лот-6». Він закликає Голлістер знищити Чарлі, поки її здібності не вийшли з-під контролю. Вонлесс боїться, що сила Чарлі зростатиме експоненційно, та що незабаром вона буде здатна силою волі виклика́ти термоядерні вибухи.
Голлістер відправляє Джона Рейнберда, індіанця з надлюдськими здібностями, до будинку Макґі. Джон вбиває Вікторію та погрожує Чарлі ножем. Чарлі знешкоджує Джона, і вони разом з Ендрю тікають. Дорогою вони зустрічають фермера на ім'я Ірв Мендерс. Ендрю використовує свою силу, «поштовх», щоб переконати Ірва відвезти їх до Бостону.
Дорогою вони зупиняються у будинку Ірва. Чарлі випадково заходить до кімнати, де лежить паралізована дружина Ірва. Ірв злиться, але все ж дозволяє їм переночувати в його будинку. Ірв не лягає спати і цілу ніч дивиться новини, де розповідають, що Ендрю вбив Вікторію та викрав Чарлі. Ендрю намагається пояснити, що показане в новинах є брехнею. Чарлі говорить Ірву, що вона телепатично спілкувалася з його дружиною, і що та прощає його за аварію, яка залишила її паралізованою. Ірв зізнається, що вже викликав поліцію, та намагається сховати Чарлі та Ендрю. Джон Рейнберд вбиває поліцейських та прострілює Ірву коліно. Ендрю застосовує «поштовх» до Джона, щоб Чарлі змогла втекти до лісу, а сам Ендрю потрапляє у полон.
У лісі Чарлі вдосконалює свої пірокінетичні здібності. Отримавши телепатичне послання, вона відбирає у хуліганів велосипед та одяг і знаходить лабораторію, в якій утримують її батька. Ендрю говорить Чарлі, що послання надіслав не він, а Рейнберд. Ендрю перепрошує та з використанням «поштовху» наказує Чарлі спалити дотла цілу будівлю. Вона спалює Ендрю разом з Джейн Голлістер, яка стоїть поряд з ним. Чарлі телепатично відкриває двері та прямує до виходу, вбиваючи всіх на своєму шляху. Людям в захисних протипожежних костюмах майже вдається оточити та захопити Чарлі, але їй на допомогу приходить Рейнберд. Він вбиває їх та пропонує Чарлі вирішити його долю. Чарлі зберігає Рейнберду життя. Вона виходить на вулицю та вщент спалює будівлю відділу наукової розвідки.
Пізніше Чарлі сидить на березі океану. Рейнберд приєднується до неї, і вони удвох йдуть у темряву.

## У ролях
| Актор               | Роль                     |
| ------------------- | ------------------------ |
| Раян Кіра Армстронг | Шарлін Макґі             |
| Зак Ефрон           | Енді Макґі батько Шарлін |
| Сідней Леммон       | Вікі Макґі мати Шарлін   |
| Кертвуд Сміт        | доктор Джозеф Ванлесс    |
| Глорія Рубен        | капітан Холлістер        |
| Джон Бізлі          | Ірв Мандерс              |
| Майкл Грейес        | Джон Рейнберд            |

## Виробництво
Зйомки картини почалася 25 травня 2021 і завершилися 16 липня 2021.